# Trey Drechsel
Trey Drechsel (Woodinville (Washington), 27 de julio de 1996) es un baloncestista estadounidense que pertenece a la plantilla del Benfica de la LPB. Con 1,98 metros de estatura, juega en la posición de alero.

## Trayectoria deportiva
Jugó tres temporadas con Western Washington Vikings en la NCAA DII desde 2015 a 2018 y una temporada con Grand Canyon Antelopes. Tras no ser elegido en el Draft de la NBA de 2019, en agosto de 2019 firmó su primer  contrato como profesional en las filas del KK Mladost Zemun para jugar en la Liga Serbia de Baloncesto.
Durante la temporada 2019-20 promedió unas cifras de 17.96 puntos y 7.6 rebotes por partido.
El 5 de julio de 2020 firmó por el KK Partizan de la Liga Serbia de Baloncesto. Sin embargo no jugó oficialmente en el tradicional club, siendo cedido al KK Mladost Zemun.
En la temporada 2021-22, firma por el Stal Ostrów Wielkopolski de la Polska Liga Koszykówki.
El 11 de junio de 2022, firma por el EWE Baskets Oldenburg de la Basketball Bundesliga alemana.
En la temporada 2023-24, firma por el Benfica de la LPB.